# 浅田真由
浅田 真由（あさだ まゆ、1990年3月8日 - ）は、広島県広島市出身の広島ローカルタレント。安田女子大学家政学部管理栄養学科卒業。趣味はスポーツ観戦、料理（栄養士の資格をもつ）、ドライブ、ゲーム、食べ歩き。握力25kg。夫は広島東洋カープの大瀬良大地投手。

## 人物
野球好きの父のもとでシーズン中は毎晩ごはんの時にプロ野球中継がついている環境で育つ。中学高校時代に学校の近くだった広島市民球場（中区基町）に学校帰りに野球観戦によく行っているうちに、「いつかこういう所で働きたい」と思うようになり、2009年の大学2年の時、マツダスタジアムでアルバイト中（研修中）にテレビ番組のディレクターから声をかけられ勧められてオーディションを受け、TSSテレビ新広島のスポーツ番組に女子大生アシスタントとしてレギュラー出演を始める。なお、当初は幼い頃から父の影響でジャイアンツファンであったと公言している。中学生の頃からテレビ局にあこがれを抱いていたこともあり、大学卒業後もテレビ番組のレポーターとして出演。その後、サンフレッチェ広島のスタジアムDJや、ラジオ番組のアシスタント、司会、タレントとしてなど、オールマイティで活動。「こまち」と名付けたポメラニアン（メス）を飼っている愛犬家である。

## 経歴
2012年4月からTSSテレビ新広島『ひろしま満点ママ!!』のレポーターを始める（2015年3月まで毎週火曜日レギュラー、2015年4月から2018年3月29日まで毎週木曜レギュラー）。
2012年から2015年8月16日までサンフレッチェ広島スタジアムアシスタントDJを務めた（サンフレッチェ広島は2012年、2013年と優勝し2連覇。2015年も優勝）。
2013年、2014年、2015年、2016年、2017年とマツダスタジアムでCCダンスを踊る。
2014年4月9日から同年9月24日までラジオ番組『大窪シゲキの9ジラジ』（広島FM）内コーナー「9ジラジスポーツ部」（毎月第2・4水曜）にレポーターとして出演、広島県内の高校のクラブを訪れてスポーツ系の部活を頑張る高校生を紹介。浅田真由も高校生に交じって様々なスポーツを体当たりでプレーし体験。9ジラジでは「まゆっそ」と呼ばれていた。
2015年3月28日からTSSテレビ新広島『全力応援 スポーツLOVERS』にレギュラー出演を始める。
近年は、テレビ出演を中心にイベントMCやカープ女子としてなど広島ローカルタレントとして活動中。ポメラニアン（白ポメ）を実家で飼っている。幼稚園児の頃から書道をやってきた筆ガールでもある。
2016年3月6日、東北大震災復興支援チャリティーライブ『歌に願いを'16』（スペシャルゲスト：高橋まこと ex.BOØWY）に広島タレント勢の1人として歌謡ショーに出演し歌う。
2016年8月21日、中岡将司『中岡企画旗揚げ公演』に出演し、人生初コント。
2017年１月からは有限会社F.D.K.（広島のフロアディレクター専門会社）タレント部 所属、同社タレント第1号となる。
2017年2月24日、ひろしま満点ママ!!放送4000回記念「満点音楽祭」（会場：東広島芸術文化ホールくらら 大ホール）に古沢チームで出演しピアニカを演奏。
2017年4月30日、浅田真由UMAJO化計画が始まりその第1弾として「辻三蔵のビギナーでもわかる馬の見方」が『春のケイバトークショーinウインズ広島』にて行われた。
2017年6月、念願だった恋愛パワースポット白雲洞（庄原市東城町）を庄原市ふるさと大使・西田篤史の案内で訪れ、縁結びの神・月下氷人を岡崎花帆子と舛井奈美香と共にお参りして祈願し、その模様が2017年7月15日に広島ホームテレビで放送された。
2017年7月4日更新のWEB限定番組「ひろしま県民スクール」の取材で安田女子高等学校に母校凱旋を果たす。自身が所属した書道部などを訪れ後輩と触れ合う。
2017年9月9日、2017-18シーズン広島ドラゴンフライズ応援マネージャーに浅田真由が就任したことが、B.LEAGUE（Bリーグ） 2017-18プレシーズンゲーム 広島ドラゴンフライズ 対 栃木ブレックス（会場：東広島運動公園体育館）で発表された。バスケ初心者の浅田真由は「初心者の私は、まだ観戦したことのない人達に観戦の楽しさを少しでも伝えていけたら」とコメント。また同日、所属事務所がF.D.K.公式Twitter及びインスタグラムを開設しマネージャーにより更新開始、浅田真由関連情報を発信している。Twitterの方は、浅田真由本人が投稿することもあるとのこと。
2018年1月、所属事務所F.D.K.タレント部が公式サイトを開設。
2018年8月、人生初 歌のお姉さん。
2018年8月19日にウインズ広島で開催された「ウインズ・デースペシャルトークショー!」のMCを務めるにあたりJRA公式サイトで広島競馬女子代表の浅田真由と紹介される。
2018年11月23日放送の『バズリズム02』（日本テレビ）で、「広島で可愛すぎるカープ女子として話題」と紹介される。
趣味はドライブであり現在の愛車はマツダ車で、1人でドライブしてカープ戦をヤフオクドームまで観戦に行ったことがある。
2019年1月16日、広島東洋カープの大瀬良大地と結婚することが報じられ、浅田が所属事務所公式サイトでコメント発表。約2年間の交際を経て2018年12月中旬にプロポーズされた。翌16日放送のテレビ新広島『ひろしま満点ママ!!』の冒頭でMC棚田アナウンサーが浅田に突撃生電話取材を行い浅田本人からプロポーズの時の様子などが報告がされ番組卒業以来の出演となった。婚姻届はシーズン開幕前までに提出する予定と報じられ、その後、2019年1月29日に結婚。結婚後もタレント名は浅田真由で活動している。
2019年3月16日更新の本人公式インスタグラムで、平成30年度（2019年3月まで）をもってレギュラーでの仕事を全て離れることを発表。CMなどは引き続き放送される。更新時点で決まっている仕事の後の活動は未定とのこと。また、本人公式インスタグラムの更新は2019年3月末をもって終える
2019年3月30日放送をもって4年にわたりレギュラー出演した『全力応援 スポーツLOVERS』（スポラバ）を卒業、出演者の山内泰幸(カープOB)から花束を贈られた。浅田はタレント活動を辞めるわけではないので「またどこかでまた会えるかもしれません」とお別れした。スポラバ出演者は「いつでもスタジオに遊びに来て」と声をかけ、スポラバに浅田が顔を出す可能性を残した。
2019年10月12日・19日放送の『街頭TV 出没!ひな壇団』（中国放送）で結婚後久々にテレビ番組に出演した。
2019年12月15日、広島市内のホテルで結婚披露宴を行い、松田元オーナー、鈴木清明球団本部長、佐々岡真司監督、カープチームメイト、カープOBの黒田博樹、新井貴浩ら176人が出席し祝福を受けた。
2022年5月12日夜、第一子となる長男を出産。また、5月20日、大瀬良は誕生後初の登板を白星で飾り、記念球を持ち帰り長男に贈った。
2024年6月17日、第二子の長女を出産。大瀬良と同じ誕生日となった。

## テレビ

### 過去の出演
- スポっちゅTV （2009年4月4日 - 2010年3月27日、TSSテレビ新広島） 女子大生アシスタント
- ひろしま満点ママ!! （2012年4月3日 - 2018年3月29日、TSSテレビ新広島）
2012年4月3日から2015年3月24日 毎週火曜レギュラー コーナー「スマートライフラボ」（「お洒落図鑑など」）を国光かよこと共に担当
2015年4月2日から2018年2月29日 毎週木曜レギュラー コーナー「OKIRAKUツアーズ」をボールボーイ佐竹佑一/藩飛礼と共に担当
- ハナノサ!（競馬情報番組） （ - 2018年12月、広島ホームテレビ制作、提供：JRA） ナビゲーター 毎週木曜18：55 - 19：00 広島ホームテレビ（広島県）yab山口朝日放送（山口県）、毎週水曜深夜24：15 - 24：20 KSB瀬戸内海放送（岡山県・香川県）
- 朝まで裏カープ 今夜は絶対眠れない!生ナマ3時間SP （2013年11月16日25：35〜生放送、TSSテレビ新広島）
- 妄想彼女[56] （2014年9月5日 - 2015年3月27日、TSSテレビ新広島、毎週金曜22：55〜23：00） 浅田真由と椎名ユキ
- カープがんばった大賞 今年も朝までやっちゃいます!生ナマ3時間 （2014年11月15日25：35〜生放送、TSSテレビ新広島）
- サンフレッチェ魂 （2015年、TSSテレビ新広島）
- 野球好き広島キャンプin日南 （2015年2月、2016年2月、2017年2月、2018年2月、J SPORTS） リポーター 広島東洋カープ春季キャンプ地より中継 不定期出演
- 全力応援 スポーツLOVERS（2015年3月28日 - 2019年3月30日、TSSテレビ新広島） アシスタント 毎週土曜17:00〜17:30生放送
  - コーナー「真由ちゃんのオススメ」も担当
- girls@home(ガールズアットホーム)[57] （2015年4月20日 - 2016年3月21日、TSSテレビ新広島、毎週月曜21：54〜22：00） 浅田真由とゲスト(泉田文佳 など)
- ぶちぶちシソンヌ （2015年7月21日・9月1日・9月8日・10月20日・11月10日、広島ホームテレビ）
- 広島県広報番組『ひろしま県民テレビ』（2016年4月27日 - 2018年3月、TSSテレビ新広島） MC 毎週水曜（月3回）21：54〜22：00 （再放送：土曜日04:55〜、月曜日深夜02：10〜）[58] 木下富雄(カープOB)、山内泰幸(カープOB)と共に出演。
2016年4月から2017年3月まで達川光男(カープOB)と共に出演。2017年4月から木下富雄が引き継いで出演[59][注 2]。
- WEB限定特別番組『ひろしま県民スクール』[60]（2016年6月15日更新 - 2018年3月27日最終回、広島県ホームページ） 不定期更新 MC 木下富雄(カープOB)、山内泰幸(カープOB)と共に出演。
2017年2月9日更新まで達川光男(カープOB)と共に出演。
- 驚き桃の木ナオキの樹 （2016年、広島ホームテレビ）
- みはら幸福(しあわせ)さんぽ〜アップロード〜[61] （2016年6月 - 2017年2月（浅田真由 出演回：2016年6月13日（#9）、2016年6月20日（#10）、2016年9月26日（#23）、2016年10月3日（#24）、2017年1月30日（#39）、2017年2月13日（#41））、TSSテレビ新広島、提供：三原市、毎週月曜21:54〜22：00） 不定期出演
- girls#□□□(ガールズハッシュタグ)[62]（2016年4月24日 - 2017年3月19日、TSSテレビ新広島、 毎週日曜21：54〜22：00） 浅田真由と泉田文佳
- 緊急生放送!スポラバ 祝!Carpリーグ制覇SP （2016年9月10日深夜25：45〜28：30、TSSテレビ新広島）
- スポラバSP 感動をありがとう!カープ優勝パレード カープ優勝報告会（2016年11月5日、TSSテレビ新広島）
  - スポラバSP 感動をありがとう!カープ優勝パレード（2016年11月5日10：25〜11：50）
  - スポラバSP 感動をありがとう!カープ優勝報告会（2016年11月5日12：00〜15：15）
- 広島ホームテレビ ぽるぽるLIVE on エムキャス 『P. S sports time サタデー恋すぽ』 （2016年12月24日15：00〜、紙屋町シャレオ中央広場「シャレオぽるぽるSTUDIO」よりインターネット生配信、スマホアプリ「エムキャス」、もしくは、広島ホームテレビのホームページで視聴） 浅田真由と宮脇静香
- 広島ホームテレビ ぽるぽるLIVE on エムキャス ひろしま大人女子会『まゆりさ』（2017年 - 2018年3月31日、紙屋町シャレオ中央広場「シャレオぽるぽるSTUDIO」よりインターネット生配信、スマホアプリ「エムキャス」、もしくは、広島ホームテレビのホームページで視聴） 浅田真由と藤安梨沙[注 3] 毎週土曜18:30〜生配信（配信場所である紙屋町シャレオぽるぽるSTUDIOの前で生配信中を生観覧できた）
- 広島ベストハウス（2017年2月17日、TSSテレビ新広島） ボールボーイ佐竹とコンビで出演
- 鯉のはなシアター #115 「鯉と関西ファンの赤き日々｣（2017年3月15日、広島ホームテレビ）
- 慎吾ちゃんの旅しるべ4 〜カープファンのみんないい夢みろよ!〜 （2017年3月18日、TSSテレビ新広島）
- すすめ!広島女子[63] （2017年4月23日[注 4] - 2018年3月、TSSテレビ新広島） 浅田真由と泉田文佳 毎週日曜21:54〜22：00
- テレビ派 （2017年4月 - 2018年3月、広島テレビ） - コーナー『水曜日のなにナニ?』「TJ Hiroshima サキダシ」 第2水曜（月1出演）
- 夏旅 癒しのSHOW原イチバン（2017年7月15日、広島ホームテレビ） 恋愛パワースポット白雲洞（庄原市東城町）を庄原市ふるさと大使・西田篤史の案内で訪れ、縁結びの神・月下氷人をお参り。
- J SPORTS カープ歓喜のビールかけ完全生放送!!（2017年9月18日、J SPORTS） ビールかけリポーター
- スポラバ カープV8！おめでとうSP（2017年9月18日深夜、TSSテレビ新広島）
- 広島ベストハウスPart2（2017年9月30日、TSSテレビ新広島） ボールボーイ佐竹とコンビで出演
- スポラバ カープ優勝パレード 全部見せますSP（2017年11月25日、TSSテレビ新広島） リポーター
- みはらセブンラバーズ MIHALOVEを探せ!（2017年7月10日(#13)・7月17日(#14)・11月6日(#29)・11月13日(#30)・2018年2月26日(#43)・3月5日(#44)、TSSテレビ新広島、提供：三原市）
- テレビ派（2018年4月11日 -  - 2019年3月13日、広島テレビ） コーナー「たべciaoひろしま[64]」月1（第2水曜）リポーター
- ひろしま地下LIVE ぶちアゲ↑7↓ダウン（2018年4月27日、広島ホームテレビ ぽるぽるLIVE）
- カープがあれば元気になれる!全力応援祭（2018年5月19日、テレビ新広島）
- テレビ派 街かど伝言板 & 街かど脳トレ（2018年5月28日、広島テレビ）「街かど脳トレ」 - 見事正解
- 丸ごと!好奇心 知っとる!?（2018年6月8日、広島テレビ）
- 今年も最高でーす「スポーツLOVERS」やったぜ3連覇スペシャル!ビールかけの喜びの声、たっぷりと見せます（2018年9月26日、テレビ新広島）
- スポラバCS前夜祭 全力応援!カープがあれば元気になれる!（2018年10月16日、テレビ新広島）アントキの猪木とコンビで出演
- バズリズム02（2018年11月23日、日本テレビ）「熱いファンの熱い1問」リポーター（宮島、島谷ひとみ）
- ドライブオススメぐり 〜どんなクルマと、どんな時間を。（2019年2月6日：瀬戸大橋～かなくま餅 福田・13日：父母ヶ浜、広島ホームテレビ）中島尚樹と2人でドライブ
- 街頭TV 出没!ひな壇団（2019年10月12日・19日・2020年2月29日・3月7日、中国放送）千鳥と共に海賊役
- ひろしま県議会ダイジェスト（2021年度、テレビ新広島）
- マスパン・マユパンのコイするクリスマス（2022年12月17日、テレビ新広島）枡田絵理奈と出演[65]
- ひろしま満点ママ!!（2025年1月14日）夫・大瀬良と夫婦生放送初出演

## 配信

### 過去の出演
- from H 広島発のエンタメチャンネル （2016年4月 - 、インターネット配信 YouTube） 不定期出演
  - 〇〇女子 （2016年4月3日（#1） - ） 浅田真由と泉田文佳
  - サタケ「お米の学校TV」 など 浅田真由
  - HIROSHIMA GIRLS BUZZ→力 （2017年3月31日 - ） 泉田文佳と高野彩香(テンション高野)と浅田真由
  - Hiroshima Travel Guide：ONOMICHI Japan（2017年6月1日） 泉田文佳と浅田真由

## ラジオ

### 過去の出演
- 大窪シゲキの9ジラジ （2014年4月9日[66] - 9月24日[67] 第2・第4水曜日、広島FM） - コーナー「9ジラジスポーツ部」レポーター
- イブニングストリーム（2014年7月 - 2015年9月28日、FMちゅーピー 76.6MHz、毎週月曜レギュラー、17:00〜19:00生放送） アシスタント
- サンフレッチェ ラジオ・サポーターズクラブGOA〜L （2015年3月24日・8月4日、広島FM）
- 金曜夕方 どぉ〜かいの 開幕直前スペシャル（2015年3月27日、NHK広島放送局ラジオ第1）
- 藩飛礼のとまらんトーク! （2016年9月6日・13日・20日・27日、エフエムふくやま77.7MHz）
- ゴッジ (2021年8月9日、広島FM) 江本一真 の代演[68]

## 広告

### CM
ローカルCM
- フラワーホーム（2014年 - ）
  - 「フラワーホーム ルルーディアシリーズ バーチャルオープンハウス」篇
  - 「不動産を売るならフラワーホーム」篇
  - 「バーチャルオープンハウス ネットでらくらく物件見学フラワーホーム」篇
  - 「賃貸中の不動産も買い取ります」篇
- カープを応援に行かにゃあいけんじゃろ! カープ女子バージョン（2014年） TSSのカープ応援CM
- サントリー BOSS レインボーマウンテンブレンド『ご当地ブレンド広島』篇（2015年） - 池谷公二郎（カープOB）と共に出演
- モブキャスト モバプロ「広島」篇（2016年）
- 広島東洋カープグッズ「勝利に届け!スラィリング」「それいけ!カープ坊やリング」（2016年）
- JA共済（JA共済連 広島）（2016年 - 、CM曲 Mebius「ここにいるから」） 山内泰幸(カープOB)と共に出演
  - JA共済「人生のバトン」篇
  - JA共済 幸せのかたち「井仁の棚田」篇（2016年）
  - JA共済 幸せのかたち「壬生の花田植」篇（2018年）
  - JA共済 幸せのかたち「瀬戸田のレモン畑」篇（2018年）
  - JA共済 幸せのかたち「庄原の収穫」篇（2021年）
  - JA共済 アンパンマンこどもくらぶ（2023年）長男と共演
  - JA共済 幸せのかたち「子育て応援」篇（2024年）
- ライオン トップ スーパーNANOX（ナノックス）「受けて立つ広島編」（2016年）
- ユービーライフ（2016年）
- リコネクト （広島FM）『皆実町マルシェ』番組内 CMナレーション
- 花王 エッセンシャル キューティクルエッセンス ”＃みんなでジャッジ” ムービー（2016年）
- コスメティックロイヤル（2017年）
- スマホアプリ ひろしま県民カレンダー（2017年） 広島東洋カープユニフォームVerとサンフレッチェ広島F.CユニフォームVerの2種あり
- キリン淡麗 広島県限定! ご愛飲感謝キャンペーン（2017年5月、インフォマーシャル）
- カゴメ 基本のトマトソース（2017年6月、インフォマーシャル） フライパンを使って10分で出来る簡単料理を浅田真由が実演で紹介
- UQモバイル（UQ mobile）（2017年7月）
- ロデオボーイ（2017年8月、インフォマーシャル）
- 東宝映画『奥田民生になりたいボーイ 出会う男すべて狂わせるガール』 広島の男すべて狂わせる・ご当地狂わせCM（2017年9月）
- 岩国錦帯橋空港 沖縄便就航（2017年9月）
- 車のことならバギー（2018年2月 - 、CM曲 PRML5「1/70億」） 山口県岩国市に本社が所在する中国地方最大級の中古車買取販売会社
  - 車を売るならバギーにおまかせ 篇（バギー社長と出演）
  - 車を買うならバギーにおまかせ 篇（バギー社長と出演）
  - 車検をするならバギーにおまかせ 篇（バギー社長と出演）
- Yahoo! MAP すごい広島祭（2018年） 実況：小林克也
  - Yahoo! MAP すごい広島祭 キング軒1杯おごります篇（2018年2月26日 - 3月2日） 中島尚樹と共に出演
  - Yahoo! MAP すごい広島祭 中華おごります篇 中華海鮮薬膳トンフォン（2018年3月4日 - 3月11日）
  - Yahoo! MAP すごい広島祭 鮨おごります篇 吉鮨（2018年3月18日 - 3月25日）
- 伯和グループ（2018年4月 - ）イメージキャラクター
  - 伯和グループ 24時間フィットネス MYGM24（2019年2月）
- 本麒麟（2018年7月、インフォマーシャル）
- LINE スマートスピーカー LINE Clova Clova Friends 広島東洋カープカバーセット 中国エリア数量限定先行発売（2018年9月）安仁屋宗八、池谷公二郎、北別府学、山内泰幸のカープOB4人と出演
  - 北別府バージョンでは浅田真由が「宮島さん」を歌唱。
- 第一三共ヘルスケア ブレスラボ（2019年6月）表優希と出演
- THRIVE バランスガール（2019年9月、インフォマーシャル）
- LION BUFFERINプレミアム（2020年4月）
- ASEED ASTER 瀬戸内レモンのチューハイ新発売 篇（2021年）
- NEXTBODY SWITCHBODY（2024年11月-）
- すこふる Supported byふるさとプレミアム（2024年）

### ポスター
- 広島県国民健康保険団体連合会

### WEB
- フラワーホーム
- 水のトラブル救急車 あなたの町の水道屋さん
- スリーピースホーム（3peace-home.com）

### イメージモデル
- エールエールA館専門店街 （2017年度（2017年4月 - 2018年3月））

### 応援マネージャー
- 広島ドラゴンフライズ公式応援マネージャー（2017-2018）単独で。
  - 広島ドラゴンフライズ公式応援マネージャー（2018-2019）F.D.Kタレント部6人で。